# Timmy De Boes
Timmy De Boes, né le 22 décembre 1981 à Saint-Nicolas, est un coureur cycliste belge.

## Biographie
En fin d'année 2018, Timmy De Boes participe au Tour du Faso avec une équipe régionale des Flandres. Il s'impose tout d'abord sur la cinquième étape, disputée entre Yako et Ziniaré. Après être sorti victorieux du contre-la-montre par équipes, avec sa formation "Team Flanders", il empoche un nouveau succès au sprint sur la septième étape, à Bobo-Dioulasso. Sur la dixième et dernière étape, il triple la mise en remportant une troisième étape en individuel, dans la capitale Ouagadougou.

## Palmarès
- 2018
  - 5e, 6e (contre-la-montre par équipes), 7e et 10e étapes du Tour du Faso
  - 3e du championnat de Belgique du contre-la-montre par équipes

## Classements mondiaux
| Année           | 2019   | 2020   |
| --------------- | ------ | ------ |
| UCI Europe Tour | 1 135e | 1 460e |